# Hemidactylus fasciatus
Hemidactylus fasciatus este o specie de șopârle din genul Hemidactylus, familia Gekkonidae, descrisă de Samuel Frederick Gray în anul 1842.

## Subspecii
Această specie cuprinde următoarele subspecii:
- H. f. fasciatus
- H. f. ituriensis